# Juan Schobinger
Juan Santiago René Schobinger, conocido como Juan Schobinger o por su nombre de nacimiento Hans (Lausana, Suiza, 28 de febrero de 1928 - Mendoza, Argentina, 11 de julio de 2009), fue un destacado arqueólogo suizo-argentino que desarrollo una extensa carrera académica en la Universidad Nacional de Cuyo (Mendoza), especializándose en la arqueología de dicha región y en la arqueología de alta montaña.

## Biografía
Juan Schobinger nació en Lausana (Suiza) el 28 de febrero de 1928, pero a los dos años sus padres migraron a la Argentina, radicándose en Rosario donde se crio, adquiriendo luego la nacionalidad argentina en el año 1954.
Ya en la secundaria mostró interés por los estudios en historia antigua. Luego, en el año 1947 comenzó a estudiar Historia en la Facultad de Filosofía y Letras de la Universidad de Buenos Aires, de donde recibió en 1951 con el título de Profesor en Historia. Entre sus profesores y maestros tuvo a José Imbelloni, Eduardo Casanova y Osvaldo Menghin. Este último sería uno de sus principales influencias, que lo moldearon para orientar su vocación hacia la prehistoria americana y de quien se declarará discípulo. Su tesis doctoral, titulada "Arqueología  del  Territorio  del  Neuquén", la defendió en el año 1954, y fue sobre investigaciones de sitios con arte rupestre ubicados en la provincia del Neuquén. Su director informal de tesis fue Osvaldo Menghin, con quien compartía hablar en idioma alemán, aunque no pudo figurar como director ya que estaba contratado por la Universidad y no tenía un cargo efectivo.
En el año 1956 surgió la posibilidad de mudarse a la ciudad de Mendoza para dar clases en la Facultad de Filosofía y Letras de la Universidad Nacional de Cuyo. Allí se desempeñó como profesor de diversas materias, hasta su jubilación en el año 1994. Posteriormente, en marzo de 1995 fue nombrado profesor Emérito de la Universidad Nacional de Cuyo.
También fue fundador en el año 1961 del Instituto de Arqueología y Etnología, del cual fue director desde dicho año hasta 1992. Como parte de las actividades de este instituto, en el año 1956 retomó la publicación de la revista Anales de Arqueología y Etnología, la cual -según sus palabras- había dejado de publicarse durante varios años luego de que durante los años previos no contara con los fondos para su publicación. Schobinger fue el director más longevo de la revista, ya que cumplió dicho rol entre los años 1956 y 1990. Sin embargo, durante este periodo se publicó de forma irregular durante algunos años.También fue fundador de un centro de estudios Orientales. A su vez, durante la década de 1970 fue miembro de la Comisión Asesora de Ciencias Antropológicas, Arqueológicas e Históricas del Consejo Nacional de Investigaciones Científicas y Técnicas (CONICET). Además formó parte de numerosas sociedades especializadas de Argentina y del exterior, entre ellas la Sociedad Argentina de Antropología (donde fue nombrado socio honorario), Academia Nacional de Historia, y el Comité de Arte Rupestre del Consejo Internacional de Monumentos y Sitios (ICOMOS) de la UNESCO.
Sus investigaciones y estudios se centraron en las culturas del periodo precerámico y de cazadores-recolectores de Sudamérica, el arte rupestre, la arqueología de Oriente Medio y la arqueología de alta montaña incaica, de la cual es considerado un precursor. También incursionó en los estudio del shamanismo y la arqueología  bíblica. Fue autor de más de 130  publicaciones científicas publicadas, entre ellas libros, artículos académicos en revistas especializadas, así como notas de divulgación científica, tanto en Argentina como en el extranjero.